# エルティーンスペシャル
『エルティーンスペシャル』は、かつて近代映画社から発行されていた雑誌である。

## 概要
主に中高生の女子を対象とした誌面構成で読者からの体験談や相談コーナー等があった。10代の多感な少女達の想いが綴られていた。
エルティーンの増刊として発刊されたが、部数低迷により類似の雑誌が次々に休刊する中、本誌同様に2005年に休刊した。部数低迷の一因としてネット、携帯サイトの普及も考えられる。